# 波江座τ
波江座τ，又名BD-19 518，HD 17206、SAO 148584、HR 818，是波江座的一颗恒星，视星等为4.47，位于銀經200.83，銀緯-62.53，其B1900.0坐标为赤經2h 40m 26.1s，赤緯-18° -62.53′ 45″。